# Siphocampylus humilis
Siphocampylus humilis är en klockväxtart som beskrevs av Franz Elfried Wimmer. Siphocampylus humilis ingår i släktet Siphocampylus och familjen klockväxter. Inga underarter finns listade i Catalogue of Life.